# École anglaise de madrigaux
L'école anglaise de madrigaux désigne la brève mais intense période de floraison de madrigaux en Angleterre - essentiellement de 1588 à 1627 - et les compositeurs qui les ont écrits. Les madrigaux anglais sont a cappella, principalement légers de style et généralement inspirés de copies ou traductions directes de modèles italiens. La plupart sont pour trois à six voix.

## Style et caractéristiques
L'impulsion pour écrire des madrigaux trouve très probablement son origine dans l'influence d'Alfonso Ferrabosco l'ancien qui vit et compose en Angleterre dans les années 1560 et 70 à la cour de la reine Élisabeth ; il écrit de nombreuses œuvres sous cette forme et non seulement s'avèrent-elles populaires mais elles inspirent l'imitation par des compositeurs locaux. L'élément important qui entraîne l'explosion de la composition de madrigaux en Angleterre est cependant le développement de la poésie locale, en particulier le sonnet dont la forme est propice à la création de la musique dans le style italien. Lorsque Nicholas Yonge publie Musica Transalpina en 1588, la collection rencontre un immense succès et on peut affirmer que la vogue de composition de madrigaux en Angleterre commence alors.
Musica transalpina est une collection de madrigaux italiens, composés pour l'essentiel par Ferrabosco et Marenzio, contenant des mots anglais. Ils sont très appréciés et plusieurs anthologies similaires sont publiées immédiatement après le succès de la première. Yonge lui-même publie un deuxième Musica Transalpina en 1597 dans l'espoir de reproduire le succès de la première collection.
Alors que William Byrd, probablement le plus célèbre compositeur anglais de l'époque, s'essaye à la forme du madrigal, il n'intitule jamais ses œuvres « madrigal » et peu de temps après avoir écrit quelques chansons profanes dans le style des madrigaux, se remet à la composition de musique sacrée la plupart du temps.
Les compositeurs de madrigaux les plus influents d'Angleterre et ceux dont les œuvres ont le mieux survécu jusqu'à nos jours sont Thomas Morley, Thomas Weelkes et John Wilbye. Morley est le seul compositeur de l'époque qui a employé des vers de Shakespeare pour lesquels la musique nous est parvenue. Son style est mélodique, facilement chantant et reste populaire auprès des groupes de chanteurs a capella. Wilbye a très peu composé mais ses madrigaux se distinguent par leur expressivité et leur chromatisme ; ils ne peuvent être confondus avec leurs prédécesseurs italiens.
Le dernier vers du The Silver Swan (en) de Gibbons publié en 1612, More Geese than Swans now live, more Fools than Wise, est souvent considéré comme une lamentation sur la mort de la tradition anglaise.
L'une des plus notables compilations de madrigaux anglais est The Triumphs of Oriana, collection compilée par Thomas Morley, qui comprend 25 madrigaux de 23 compositeurs différents. Publié en 1601 en forme d'hommage à la reine Élisabeth Ire, chaque madrigal contient une référence à Oriana, nom employé pour désigner la reine.
Des madrigaux sont encore composés en Angleterre au cours des années 1620 mais les airs et la « musique récitative » rendent le style obsolète. Avec un certain retard, les caractéristiques du style de la musique baroque apparaissent finalement en Angleterre.  Alors que la musique de l'école anglaise de madrigaux est généralement de haute qualité et a duré en popularité, il est utile de rappeler que la production totale des compositeurs a été relativement faible : à lui seul, Luca Marenzio en Italie a publié plus de livres de madrigaux que la totalité de la somme des publications de cette forme en Angleterre et Philippe de Monte a écrit plus de madrigaux (plus de 1100) que n'en furent écrits en Angleterre pendant toute la période.

## Compositeurs
La liste suivante comprend presque tous les compositeurs de l'école anglaise de madrigaux qui ont publiè des compositions. Beaucoup d'entre eux sont des compositeurs amateurs, dont certains ne sont connus que pour un seul livre de madrigaux, et d'autres pour une contribution encore moindre.
- Thomas Bateson (c 1570-1630)
- John Bennet (c 1575–après 1614)
- John Bull (1562–1628)
- William Byrd (1543–1623)
- Thomas Campion (1567–1620)
- Richard Carlton (c 1558–?1638)
- Michael Cavendish (c 1565–1628)
- John Dowland (1563–1626)
- Michael East (c 1580–c 1648)
- John Farmer (c 1565–1605)
- Giles Farnaby (c 1560–c 1620)
- Alfonso Ferrabosco (1543–1588) (Italien mais installé en Angleterre pendant deux décennies)
- Ellis Gibbons (1573–1603)
- Orlando Gibbons (1583–1625)
- Thomas Greaves (fl. c 1600)
- William Holborne (fl. 1597)
- John Holmes (d. 1629)
- John Jenkins (1592–1678)
- Robert Jones (fl. 1597–1615)
- George Kirbye (c 1565–1634)
- Henry Lichfild (fl. 1613, d. after 1620)
- John Milton (1562–1647)
- Thomas Morley (1557–1603)
- John Munday (c 1555–1630)
- Peter Philips (c 1560–1628) (a vécu et publié aux Pays-Bas mais a composé dans le style anglais)
- Francis Pilkington (c 1570–1638)
- Thomas Tomkins (1572–1656)
- Thomas Vautor (c 1580-?)
- John Ward (1571–1638)
- Thomas Weelkes (1576–1623)
- John Wilbye (1574–1638)

## Source de la traduction
- (en) Cet article est partiellement ou en totalité issu de l’article de Wikipédia en anglais intitulé « English Madrigal School » (voir la liste des auteurs).